# Athlītikos Syllogos Arīs Thessalonikīs 2008-2009 (pallacanestro maschile)
Questa voce raccoglie le informazioni riguardanti l'A.S. Arīs Thessalonikīs B.C. nelle competizioni ufficiali della stagione 2008-2009.

## Stagione
La stagione 2008-2009 dell'Arīs Thessalonikīs è la 55ª nel massimo campionato greco di pallacanestro, l'A1 Ethniki.

## Roster
Aggiornato al 18 luglio 2020.
| Arīs Thessalonikīs 2008-09 | Arīs Thessalonikīs 2008-09 |
| Giocatori                  | Staff tecnico              |
| -------------------------- | -------------------------- |

| N. | Naz.                                         | Ruolo | Nome                 | Anno | Alt.   | Peso   |  |
| -- | -------------------------------------------- | ----- | -------------------- | ---- | ------ | ------ |  |
| 4  | Stati Uniti (bandiera) · Bulgaria (bandiera) | P     | Keydren Clark        | 1984 | 180 cm | 84 kg  |  |
| 5  | Stati Uniti (bandiera)                       | AP    | Sean Marshall        | 1985 | 198 cm | 95 kg  |  |
| 7  | Regno Unito (bandiera)                       | C     | Andrew Betts         | 1977 | 216 cm | 110 kg |  |
| 8  | Montenegro (bandiera)                        | C     | Blagota Sekulić      | 1982 | 210 cm | 116 kg |  |
| 8  | Stati Uniti (bandiera)                       | PG    | Bracey Wright        | 1984 | 191 cm | 95 kg  |  |
| 9  | Grecia (bandiera)                            | P     | Nikos Argyropoulos   | 1978 | 188 cm | 86 kg  |  |
| 10 | Grecia (bandiera)                            | PG    | Savas Iliadīs        | 1979 | 192 cm | 91 kg  |  |
| 11 | Slovacchia (bandiera)                        | G     | Anton Gavel          | 1984 | 189 cm | 87 kg  |  |
| 12 | Grecia (bandiera)                            | C     | Gaios Skordilīs      | 1987 | 208 cm | 125 kg |  |
| 13 | Grecia (bandiera)                            | A     | Kōstas Papanikolaou  | 1990 | 204 cm | 104 kg |  |
| 14 | Grecia (bandiera)                            | C     | Lazaros Agadakos     | 1980 | 208 cm | 113 kg |  |
| 15 | Grecia (bandiera)                            | AG    | Nikos Mparlos        | 1979 | 203 cm | 105 kg |  |
| 16 | Grecia (bandiera)                            | G     | Dīmītrīs Tsaldarīs   | 1980 | 196 cm | 95 kg  |  |
| 17 | Stati Uniti (bandiera)                       | AC    | Spencer Nelson       | 1980 | 203 cm | 100 kg |  |
| 18 | Grecia (bandiera)                            | A     | Linos Chrysikopoulos | 1992 | 208 cm | 102 kg |  |
| 19 | Grecia (bandiera)                            | G     | Spyros Mourtos       | 1990 | 198 cm | 84 kg  |  |

| Allenatore                                                     |
| - Andrea Mazzon                                                |
| Assistente/i                                                   |
| - Nessuno Legenda - (C) Capitano - (IN) Inattivo - Infortunato |

## Mercato

### Sessione estiva
| Acquisti | Acquisti           | Acquisti          | Acquisti   | Acquisti |
| R.       | Nome               | da                | Modalità   |          |
| -------- | ------------------ | ----------------- | ---------- | -------- |
| G        | Anton Gavel        | Murcia            | definitivo |          |
| AP       | Sean Marshall      | Karşıyaka         | definitivo |          |
| C        | Blagota Sekulić    | Real Madrid       | definitivo |          |
| AG       | Nikos Mparlos      | AEK Atene         | definitivo |          |
| P        | Keydren Clark      | V.L. Pesaro       | definitivo |          |
| P        | Nikos Argyropoulos | Panellīnios       | definitivo |          |
| AC       | Spencer Nelson     | Fortitudo Bologna | definitivo |          |

| Cessioni | Cessioni             | Cessioni          | Cessioni       | Cessioni |
| R.       | Nome                 | a                 | Modalità       |          |
| -------- | -------------------- | ----------------- | -------------- | -------- |
| PG       | Bracey Wright        | Joventut Badalona | fine contratto |          |
| AG       | Jeremiah Massey      | Real Madrid       | fine contratto |          |
| C        | Michalīs Tsairelīs   | A.E. Larissa      | fine contratto |          |
| PG       | Darius Washington    | Ural Great Perm'  | rescissione    |          |
| AG       | Vladimer Boisa       | Minorca           | fine contratto |          |
| P        | Spyros Panteliadīs   | Kolossos Rodi     | fine contratto |          |
| AG       | Reyshawn Terry       | Vanoli Cremona    | fine contratto |          |
| AC       | Hanno Möttölä        |                   | ritirato       |          |
| P        | Giōrgos Kalaitzīs    | Panellīnios       | fine contratto |          |
| A        | Dīmītrīs Karadolamīs | A.E. Larissa      | fine contratto |          |

### Dopo l'inizio della stagione
| Acquisti | Acquisti      | Acquisti          | Acquisti        | Acquisti   |
| R.       | Nome          | da                | Data            | Modalità   |
| -------- | ------------- | ----------------- | --------------- | ---------- |
| C        | Andrew Betts  | Free agent        | 23 gennaio 2009 | definitivo |
| PG       | Bracey Wright | Joventut Badalona | 7 febbraio 2009 | definitivo |

| Cessioni | Cessioni        | Cessioni      | Cessioni         | Cessioni    |
| R.       | Nome            | a             | Data             | Modalità    |
| -------- | --------------- | ------------- | ---------------- | ----------- |
| C        | Blagota Sekulić | Alba Berlino  | 19 febbraio 2009 | rescissione |
| AP       | Sean Marshall   | Aliağa Petkim | 2 aprile 2009    | rescissione |